# 演艺人 (拉格泰姆)
演艺人（英語：The Entertainer，也译“卖艺人”）是一首由斯科特·喬普林为钢琴创作的的拉格泰姆音乐，创作于1902年。此曲被选入获得奥斯卡奖的犯罪片骗中骗的配乐。